# Amare/Grida
Amare/Grida è un singolo del cantante italiano Mino Vergnaghi, pubblicato nel 1979.
Amare vince il 29º Festival di Sanremo nell'interpretazione dello stesso Vergnaghi.

## Tracce

### Lato A
- Amare (Piero Finà, Sergio Ortone)

### Lato B
- Grida